# Comté de Bergen
Pour les articles homonymes, voir Bergen.
Le comté de Bergen est le comté le plus peuplé de l'État du New Jersey, aux États-Unis. Sa population était de 955 732 habitants en 2020. Son siège est Hackensack. Le comté fait partie de l'agglomération new-yorkaise.

## Géographie
Le point culminant du comté, avec 355 mètres d'altitude, est Bald Mountain situé près de la frontière avec l'État de New York.
Le principal relief du comté est constitué par les New Jersey Palisades, des falaises abruptes qui suivent la rive orientale de l'Hudson, mais l'intérieur des terres est plutôt plat, puisqu'il se trouve en majorité dans la vallée de la Hackensack, si l'on exclut la partie nord-ouest, qui comprend des collines qui forment les contreforts des monts Ramapo, une chaîne des Appalaches.
Le comté est bordé :
- dans l'État de New York par ceux :
  - de Rockland, au Nord ;
  - de Westchester, au nord-est ;
  - du Bronx et de New York, à l'Est ;
- dans l'État du New Jersey par ceux :
  - de Hudson, au Sud ;
  - d'Essex, au sud-ouest ;
  - de Passaic, à l'Ouest.

### Divisions

Carte des municipalités.

- Allendale (Borough)
- Alpine (Borough)
- Bergenfield (Borough)
- Bogota (Borough)
- Carlstadt (Borough)
- Cliffside Park (Borough)
- Closter (Borough)
- Cresskill (Borough)
- Demarest (Borough)
- Dumont (Borough)
- East Rutherford (Borough)
- Edgewater (Borough)
- Elmwood Park (Borough)
- Emerson (Borough)
- Englewood Cliffs (Borough)
- Englewood (City)
- Fair Lawn (Borough)
- Fairview (Borough)
- Fort Lee (Borough)
- Franklin Lakes (Borough)
- Garfield (City)
- Glen Rock (Borough)
- Hackensack (City)
- Harrington Park (Borough)
- Hasbrouck Heights (Borough)
- Haworth (Borough)
- Hillsdale (Borough)
- Ho-Ho-Kus (Borough)
- Leonia (Borough)
- Little Ferry (Borough)
- Lodi (Borough)
- Lyndhurst (Township)
- Mahwah (Township)
- Maywood (Borough)
- Midland Park (Borough)
- Montvale (Borough)
- Moonachie (Borough)
- New Milford (Borough)
- North Arlington (Borough)
- Northvale (Borough)
- Norwood (Borough)
- Oakland (Borough)
- Old Tappan (Borough)
- Oradell (Borough)
- Palisades Park (Borough)
- Paramus (Borough)
- Park Ridge (Borough)
- Ramsey (Borough)
- Ridgefield (Borough)
- Ridgefield Park (Village)
- Ridgewood (Village)
- River Edge (Borough)
- River Vale (Township)
- Rochelle Park (Township)
- Rockleigh (Borough)
- Rutherford (Borough)
- Saddle Brook (Township)
- Saddle River (Borough)
- South Hackensack (Township)
- Teaneck (Township)
- Tenafly (Borough)
- Teterboro (Borough)
- Upper Saddle River (Borough)
- Waldwick (Borough)
- Wallington (Borough)
- Washington Township
- Westwood (Borough)
- Wood-Ridge (Borough)
- Woodcliff Lake (Borough)
- Wyckoff (Township)

## Démographie
| Groupe                           | Comté de Bergen | New Jersey | États-Unis |
| -------------------------------- | --------------- | ---------- | ---------- |
| Blancs                           | 71,9            | 68,6       | 72,4       |
| Asiatiques                       | 14,5            | 8,6        | 4,8        |
| Afro-Américains                  | 5,8             | 13,7       | 12,6       |
| Autres                           | 5,0             | 6,4        | 6,4        |
| Métis                            | 2,5             | 2,3        | 2,9        |
| Amérindiens                      | 0,2             | 0,3        | 0,9        |
| Total                            | 100             | 100        | 100        |
|                                  |                 |            |            |
| Hispaniques et Latino-Américains | 16,1            | 17,7       | 16,7       |

Selon l'American Community Survey, en 2010 63,30 % de la population âgée de plus de 5 ans déclare parler l'anglais à la maison, 12,88 % déclare parler l'espagnol, 5,45 % le coréen, 1,86 % l'italien, 1,84 % le polonais, 1,54 % le tagalog, 1,52 % une langue chinoise, 1,29 % le russe, 0,99 % l'arabe, 0,74 % le gujarati, 0,71 % le grec, 0,69 % le japonais, 0,65 % l'hébreu, 0,54 % le portugais, 0,53 % l'hindi, 0,52 % l'allemand et 4,95 % une autre langue.

## Transport
Le comté de Bergen dispose d'un réseau de routes développé, qui inclut les terminus nord du New Jersey Turnpike (une partie de l'Interstate 95) et la Garden State Parkway, le terminus oriental de l'Interstate 80 et une partie de l'Interstate 287. Les US Routes 46, 202, 9, 9W, et les New Jersey State Routes 4, 17, 3, 120, 208, ainsi que la Palisades Interstate Parkway desservent également la région.
L'accès à New York s'effectue principalement, pour les automobilistes, par le pont George-Washington à Fort Lee et le Lincoln Tunnel dans le comté de Hudson. Le New Jersey Transit exploite des trains sur les lignes du comté de Bergen, d'Erie et de la Pascack Valley, qui sont connectées au service PATH à partir du Hoboken Terminal.
L'aéroport de Teterboro, dans le borough du même nom, le seul du comté, est géré par la Port Authority of New York and New Jersey ; il est surtout utilisé pour l'aviation d'affaires. L'aéroport international Liberty de Newark, le principal du New Jersey, propose de nombreux vols commerciaux réguliers et est situé dans le voisin comté d'Essex.